# لولا در مقابل
لولا در مقابل (به انگلیسی: Lola Versus) فیلمی محصول سال ۲۰۱۲ و به کارگردانی داریل وین است. در این فیلم بازیگرانی همچون گرتا گرویگ، یوئل کینامان، زوئی لیستر-جونز، بیل پولمن، دبرا وینگر، همیش لینکلیتر، ابن ماس-بچراک، شاین جکسون، پریسا فیتز-هنلی و ماریا دیزیا ایفای نقش کرده‌اند.